# Donkere fruitetende vleermuis
De donkere fruitetende vleermuis (Artibeus obscurus) is een zoogdier uit de familie van de bladneusvleermuizen van de Nieuwe Wereld (Phyllostomidae). De wetenschappelijke naam van de soort werd voor het eerst geldig gepubliceerd door Heinrich Rudolf Schinz in 1821.

## Verspreidingsgebied
De soort komt voor in Colombia, Venezuela, de Guiana's, Ecuador, Peru, Bolivia en Brazilië. In Suriname wordt hij aangetroffen op het Nassaugebergte en het Lelygebergte, beide delen van de Brokolonko-formatie.